# Santa María Nativitas (Oaxaca)
Santa María Nativitas es una localidad del estado mexicano de Oaxaca. Es cabecera del municipio de Santa María Nativitas.

## Demografía
| Censo | Población |
| ----- | --------- |
| 1900  | 1723      |
| 1910  | 2038      |
| 1921  | 1469      |
| 1930  | 978       |
| 1940  | 1106      |
| 1950  | 1164      |
| 1960  | 1316      |
| 1970  | 650       |
| 1980  | 427       |
| 1990  | 312       |
| 1995  | 218       |
| 2000  | 223       |
| 2005  | 204       |
| 2010  | 197       |
| 2020  | 194       |